# Portada/article juliol 22

## Neptú
Neptú és el vuitè planeta en distància respecte del Sol i el més llunyà del sistema solar. S'anomena així en honor del déu romà del mar, i és el quart planeta en diàmetre i el tercer més gran per massa. La seva massa és 17 vegades la de la Terra i lleugerament més massiu que el seu planeta «bessó» Urà. De mitjana, Neptú orbita el Sol a una distància de 30,1 ua. El seu símbol astronòmic és , una versió estilitzada del trident del déu Neptú.
Va ser descobert el 23 de setembre del 1846: canvis inesperats a l'òrbita d'Urà van fer deduir a Alexis Bouvard que la seva òrbita estava sent pertorbada gravitacionalment per un planeta desconegut. Posteriorment Johann Galle el va observar a menys d'un grau de la posició que Urbain Le Verrier havia predit. El seu satèl·lit més gros, Tritó va ser descobert seguidament, tot i que no es van descobrir la resta de 12 llunes fins al segle xx, emprant telescopis. Només una sonda ha visitat Neptú (Voyager 2), que va sobrevolar el planeta el 25 d'agost de 1989.